# 成城大学短期大学部
成城大学短期大学部（日语：／ Seijō Daigaku Tanki Daigakubu *），简称成城短大，是过去一所位于日本东京都世田谷区的私立短期大学。前身是成城短期大学（日语：／ Seijō Tanki Daigaku *）。

## 概要

### 简介
- 学校最早可以追溯到1917年即成城学园的创立[1]。短期大学为于1954年开办、由学校法人成城学园经营。招収只女学生到2004年、停办于2007年[2][3]。

### 历史
- 1954年 成城大学短期大学部成立并同时设置教养科。
- 1964年 教养专攻成立于专科[4]。
- 1978年 改校名为成城短期大学。
- 1994年 再次改校名为成城大学短期大学部。
- 2004年 最后一年招生、次年停止招生（正式停办于2007年9月14日[3]）。

## 学校环境
- 校区：在了东京都世田谷区[注 1]

## 历任校长
- 山崎匡辅：第一代短期大学校长[5]

## 组织

### 学科
- 教养科

### 专科
| - 教养专攻 |

### 业余课程
| - 没有 |

## 知名校友
- 栗原はるみ:饭菜学者
- 黑田知永子:模特儿
- 纪比吕子:演员

## 相关链接
- 日本短期大学列表